# 白花酸藤果
白花酸藤果（学名：Embelia ribes）为紫金牛科酸藤子属下的一个种。

## 扩展阅读
- 維基物種上的相關：白花酸藤果